# 여성혐오

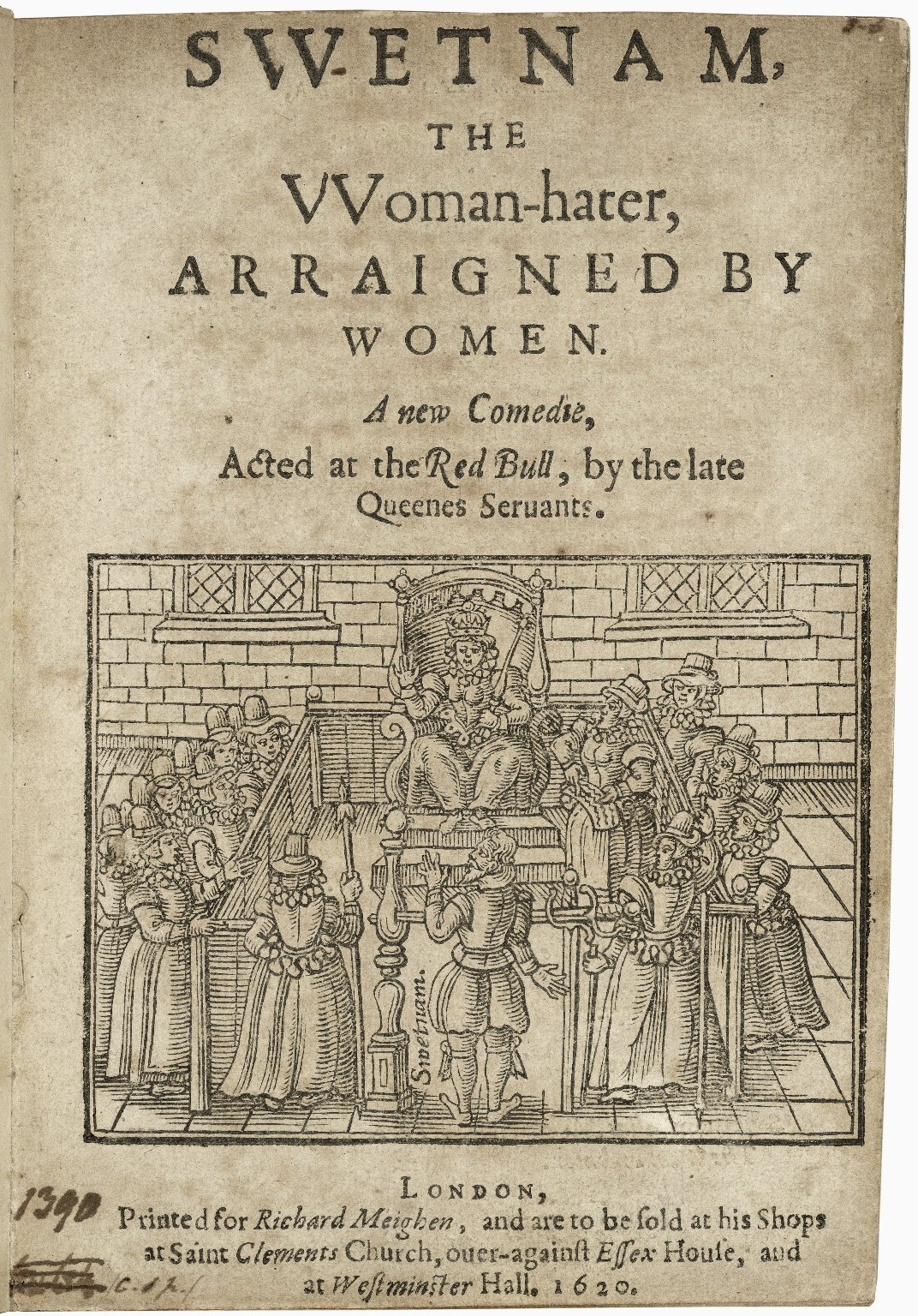
답신: 스웨덴, 요셉. 음탕하고, 한가하고, 인상을 찌푸리고, 일정하지 않은 여자들의 싸움. 1620년 연극

여성혐오(女性嫌惡, 영어: misogyny)는 여성에 대한 혐오, 멸시, 뿌리 깊은 편견을 뜻한다. 이는 성 차별, 여성에 대한 부정과 비하, 여성에 대한 폭력, 남성우월주의 사상, 여성의 성적 대상화를 포함한 여러 가지 방식으로 나타나며, 고대 세계에 관한 신화 뿐만 아니라 여러 종교 신화(설화) 및 이슬람교와 같은 일부 종교 속에서도 발견된다. 또한, 많은 서양 철학자들과 사상가들이 여성혐오적이라 묘사된다.

## 정의
사회학자 앨런 G. 존슨(Allan G. Johnson)에 따르면, “여성혐오란 여성을 여성이란 이유로 혐오하는 문화적 태도”이다. 그는 이를 다음과 같이 주장했다.
여성혐오란 성적 편견과 이데올로기의 중심이자, 남성 중심 사회에서의 여성에 대한 억압의 중요한 기초이다. 여성증오는 그들에게 그들 자신의 몸에 대한 느낌을 가르치는, 농담에서부터 자기 만족적인 여성에게 가하는 폭력으로서의 포르노그라피까지 매우 다양한 방식으로 나타난다.
울런공 대학교의 사회학자 마이클 플러드(Michael Flood)는 여성혐오를 여성에 대한 증오(hatred of women)로 정의하며 다음과 같이 말한다.
여성혐오는 대부분 남성들에게서 나타나나, 여성들이 스스로나 다른 여성을 대할 때에도 나타난다. 여성증오는 가부장제와 함께, 수천년 동안 여성을 종속적인 위치에 못박았을 뿐만 아니라 현재에도 권력과 의사결정에 대해 제한적인 접근만을 허락하는 남성 중심적 사회에서 이념 혹은 신념체계로 기능한다. 아리스토텔레스는 여성이 자연적으로 변형되었거나 불완전한 남성이라고 주장한다. 그 이래로, 서양 문화 속의 여성은 스스로의 역할을 사회적인 희생양으로 내면화하여 왔으며, 21세기에는 멀티미디어에 의한 여성의 대상화로 인해 문화적으로 승인된 자기 혐오감과 성형 수술, 거식증 및 식욕항진증에 대한 집착으로 영향을 받고 있다.
사전들은 여성혐오를 ‘여성에 대한 증오(hatred)’, ‘여성에 대한 증오(hatred), 불호(dislike) 혹은 불신(distrust)’이라고 정의한다. 2012년, 호주 의회에서 발생한 사건들에 대한 일차적 대응으로 (오스트레일리아 영어와 뉴질랜드 영어를 문서화 한) 《맥쿼리 사전》(Macquarie Dictionary)는 여성혐오의 정의를 여성에 대한 증오 뿐만이 아니라 “여성에 대한 확고한 편견”까지를 포함하여 확장하였다.

## 역사적 용례

### 고대 그리스
잭 할런드(Jack Holland)는 자신의 저서 《여성혐오: 가장 오래된 편견》(Misogyny: The World's Oldest Prejudice)에서 고대 세계의 신화 속에서 여성혐오의 사례들을 찾아볼 수 있다고 주장했다. 헤시오도스에 따르면, 그리스 신화에서는 여성이 창조되기 이전의 인류는 신들의 동반자로서 평화롭고 자율적인 삶을 살고 있었다고 한다. 그러나 프로메테우스가 신들로부터 불을 훔쳐 달아나자, 분노한 제우스는 인간에게 “즐거움을 위하여 악(惡)한 것(evil thing for their delight)”을 선사하여 벌을 주기로 한다. 이 때 “악한 것” 이란 최초의 여자, 판도라였다. 이 때 판도라는 절대로 뚜껑을 열어서는 안 되는 단지 하나 —이 단지는 많은 경우 상자로 잘못 묘사된다 —를 지니고 있었다고 한다. 에피메테우스(프로메테우스의 형제)는 판도라의 아름다움에 빠져서, 판도라를 조심하라는 프로메테우스의 경고를 무시하고 그녀와 결혼한다. 판도라는 호기심을 이기지 못해 단지를 열어 버리고, 그 결과 세상에 온갖 악(출산, 질병, 노화, 죽음)을 퍼트리게 된다.

## 종교에서의 여성혐오

### 불교
베르나르 포르(Bernard Faure)는 자신의 저서 《부정의 힘: 불교, 정결, 그리고 젠더》(The Power of Denial: Buddhism, Purity, and Gender)에서 “불교는 특별히 성차별주의적이지도 않지만, 그렇다고 해서 보통 널리 알려진 것처럼 완전히 평등주의적이지도 않다”고 주장했다. 그는 “많은 페미니즘 연구자들이 여성혐오적인 (또는 최소한 남성중심적인) 불교의 특성을 강조해 왔다” 면서, 불교는 남성 수행자들의 부인 혹은 어머니들이 중요한 역할을 수행해 왔음에도 불구하고, 오직 남성 수행자만을 도덕적으로 찬양해 왔다고 언급한다. 또한, 그는 다음과 같이 언급하였다.
어떤 학자들이 불교를 해방을 향한 운동의 일환으로 보아 온 반면, 또 다른 학자들은 불교를 억압의 원인으로 보기도 한다. 이러한 관점의 차이는 이상주의자들과 현실주의자들 사이의 간극, 혹은 긍정주의자들과 비관주의자들 사이의 간극을 보여주고 있는 것으로 볼 수도 있다. .. 우리가 지금 알아차리기 시작한 것은 “불교” 라는 용어가 하나의 획일적인 실체를 지칭하지 않으며, 수많은 교리들과 사상들, 실천들을 포괄한다는 사실이다. 그리고 수많은 불교의 구성 요소들 중 일부는 [여성 혹은 소수자를 타자화하는]“타자성(otherness)”을 불교라는 구성물의 어느 한 구석으로 불러들이고, 묵인하고, 혹은 심지어 길러내기까지 한다.

### 기독교

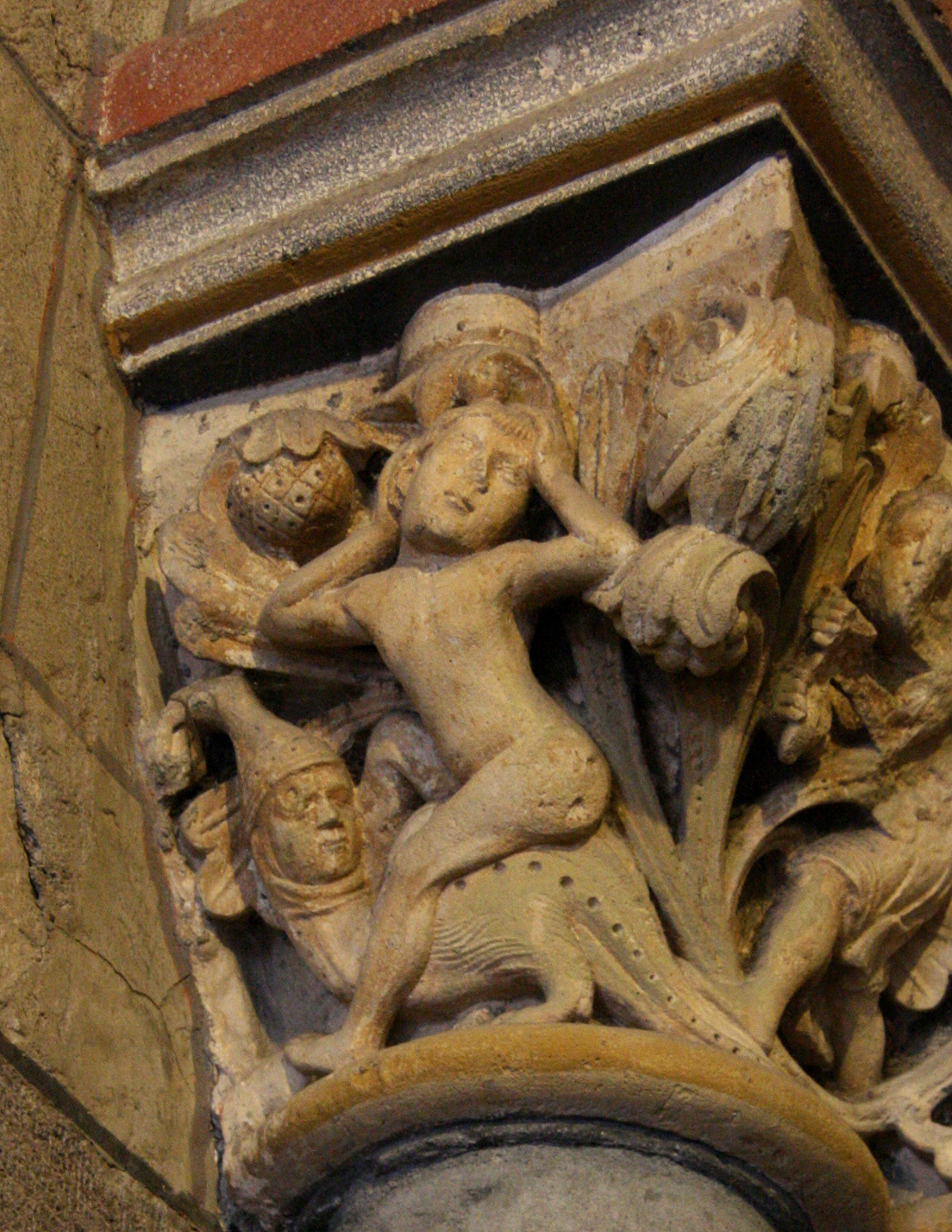
라흐 수도원(Abtei Laach) 교회의 한 기둥에서 이브가 다리를 벌리고 서펀트(큰 뱀)를 타고 있다. 13세기.

《성경》에 대한 상이한 해석들과, 다양한 전통들의 영향이 기독교 내에서 여성을 대하는 여러 가지 태도들에 영향을 주었다.
캐더린 M 라저스(Katharine M. Rogers)는 《문제투성이 아내》(The Troublesome Helpmate)에서 기독교는 여성증오적이며, 특히 《바울 서신》에서 여성혐오의 구체적 사례들을 찾아볼 수 있다고 주장한다. 로저스는 다음과 같이 언급하였다.
초기 기독교 여성혐오 — 즉, 성교에 대한 죄책감, 여성의 종속에 대한 확고한 고집, 여성의 유혹에 대한 두려움 —의 기반은 모두 바울 서신 속에서 찾아볼 수 있다.
K. K. 러스번(K. K. Ruthven)의 《페미니즘 문예 연구 입문》 (Feminist Literary Studies: An Introduction)에서 저자는 라저스의 책을 인용하면서 주장하기를, “[바울서신에서 시작된] 기독교 여성혐오의 유물은 소위 ‘교부’라는 인물들에 의해서 체계적으로 강화된다. 예컨대 서기 2세기-3세기 초에 활동한 교부 테르툴리아누스(Tertullian)는 여성이 ‘악마의 통로’ 일 뿐만 아니라 ‘하수구 위에 지어진 성전’ 이라고 가르친 바 있다.”
그러나 다른 몇몇 학자들은 기독교에 여성증오적 원리들이 포함되어 있지 않다거나, 최소한 기독교에 대한 올바른 해석은 여성증오적인 원리들을 포함하지 않을 것이라고 주장하기도 했다. 풀러 신학교의 성서학자인 데이빗 M 슐러는 《갈라디아서》 3장 28절의 구절 (유대 사람도 그리스 사람도 없으며, 종도 자유인도 없으며, 남자와 여자가 없습니다. 여러분 모두가 그리스도 예수 안에서 하나이기 때문입니다. [새번역])이야말로 “모든 교회에서 양성을 동등하고 상호적인 동반자 관계로서 포함하게끔 하는 근본적인 바울 신학의 기초”라고 썼다. 《예수 안에서의 평등? — 갈라디아서 3장 38절과 젠더 논쟁》(Equality in Christ? Galatians 3.28 and the Gender Dispute)이라는 책에서 리처드 호브는 물론 갈라디아서 3장 28절이 분명 성별이 구원에 영향을 미치지는 않는다는 의미인 것은 확실하나, “여전히 부인은 교회의 그리스도에 대한 복종을 본받고 (에베소서 5장 21-33절), 남편은 교회에 대한 그리스도의 사랑을 본받아 행동하도록 하는 패턴이 남아 있다” 고 주장한다.
임상심리학자 마거릿 J. 링크(Margaret J. Rinck)는 자신의 저서 《여성을 증오하는 남성 기독교인》 (Christian Men Who Hate Women)에서, 기독교의 사회적 문화가 종종 “[그리스도에 대한] 복종이라는 성경적 이상을 남용”하여 여성 증오를 허용하기도 한다고 썼다. 그러나 저자는 이것은 "상호 복종의 건강한 관계"의 왜곡이라고 주장한다. 이러한 관계는 사실 기독교 교리에 "모든 결정, 행동, 계획을 이끄는 원리로서 깊은 상호 존중에 기반한 사랑”으로서 명시된 것이다. 마찬가지로, 가톨릭 학자 크리스터퍼 웨스트(Christopher West)는 “남성의 지배는 신의 계획에 대한 위반이며 죄의 결과”라고 주장한다.
한국 개신교 여성신학자들도 한국 기독교회와 신학이 가부장적 질서에 기초해 발전하면서 여성혐오 등의 폭력에 침묵하고 호의적 폭력을 일으켰다며, 교회 내 여성혐오 문화에 저항해야 한다고 주장한다.

### 이슬람교
《꾸란》의 네 번째 장 (혹은 ‘수라’)는 “여성(An-Nisa)”이라고 불린다. 이 장의 34번째 구절은 이슬람에 대한 페미니즘 비평의 핵심이 된다. 이 구절은 다음과 같다: “남성은 여성의 보호자라 이는 알라께서 여성들보다 강한 힘을 주었기 때문이라 남성은 여성을 그들의 모든 수단으로써 부양하나니 건전한 여성은 헌신적으로 남성을 따를 것이며 남성이 부재시 남편의 명예와 자신의 순결을 보호할 것이라 순종치 아니하 고 품행이 단정치 못하다고 생각되는 여성에게는 먼저 충고를 하고 그 다음으로는 잠자리를 같이 하지 말 것이며 셋째로는 가볍게 때려 줄 것이라 그러나 다시 순종할 경우는 그들에게 해로운 어떠한 수단도 강구하지 말라 진실로 하나님은 가장 위대하시니라”
타즈 하쉬미(Taj Hashmi)는 자신의 저서 《대중 이슬람과 여성혐오: 방글라데시에서의 사례연구》 (Popular Islam and Misogyny: A Case Study of Bangladesh)에서 여성혐오를 이슬람 문화와 연관지어 (특히 방글라데시의 이슬람 문화) 설명하며 다음과 같이 썼다.
“(거의 언제나 남성에 의해 이루어진) 꾸란에 대한 주관적인 해석들, 여성증오적인 물라(이슬람 교리 교육을 받은 사람들), 거의 모든 “무슬림” 국가들에서 통용되는 퇴행적인 샤리아(이슬람 율법) 덕택에 이슬람은 가장 저열한 형태의 여성혐오를 독려하는 종교로서 알려져 왔다. 비록 어떠한 방법으로도 이슬람의 “위대한” 전통이 여성에게 평등주의적이고 자유주의적이라고 변호할 수는 없겠으나, 우리는 최소한 꾸란의 원 텍스트를, 후대 물라들의 여성증오적인 저술이나 구술 일체 — 꾸란과는 거의 관련이 없는 — 와 구별할 수는 있을 것이다.”
《오직 한 분의 신만이 존재하신다》 (No god but God)라는 책에서, 남가주 대학의 레자 애슬란(Reza Aslan)은 “여성증오적인 해석”은 우리가 앞서 살펴본 안-니사 34절에 지속적으로 첨가되어 왔으며, 이는 꾸란에 대한 주석이 “무슬림 남성들의 전유물” 이었기 때문이라고 했다.

### 시크교
윌리엄 M. 레이놀즈와 줄리 A. 웨버와 같은 학자들은 시크교의 창시자인 구루 나나크가 “여성의 권리 수호자”였으며 그의 동시대인들과는 달리 “어떤 방식으로도 여성증오적이지 않은” 사람이었다고 주장했다.

### 사이언톨로지
그의 책 《사이언톨로지: 삶의 새로운 경향》 (Scientology: A New Slant on Life)에서 사이언톨로지의 창시자 L. 론 허버드는 다음과 같은 문단을 썼다:
“여성이 가족을 돌보고, 남성을 도우며, 미래 세대를 만들어내는 법 이외의 것을 배우는 사회는 곧 사라질 사회이다.” 
같은 책에서, 휴바드는 또한 다음과 같이 썼다.
“역사학자는 한 사회가 급격하게 몰락하는 시점을 바로 여성이 사회에 참여하고, 정치적이고 경제적인 면에서 남성과 동등한 위치를 차지하는 때로 설정할 수 있을 것이다. 왜냐하면 이 상황은 남성의 타락을 보여주고, 여성이 더 이상 여성이 아니게 된다는 것을 뜻하기 때문이다. 이는 여성의 역할이나 위치에 대한 나의 주관적인 설교가 아니라, 아주 기본적인 사실에 대한 언급일 뿐이다.”
위 문단들은, 다른 허버드의 비슷한 발언들과 함께, 《빌리지 보이스》 지(紙)의 알란 쉘스툴(Alan Scherstuhl)에 의해 비판되었다. 그러나 베일러 대학의 J.고든 멜톤은 허버드가 이후에 그가 초기에 가졌던 여성에 대한 시각을 상당 부분 철회했으며, 휴바드의 여성증오적 표현들은 단지 그 시대의 편견을 반영할 뿐이라고 주장했다. 또한 멜톤은 사이언톨로지에서는 인간을 영적인 존재로 보기 때문에, 이 종교가 모든 차원에서 양성을 동등하게 환영한다고 언급한다.

## 17세기부터 20세기 서양 철학자들의 여성혐오
데카르트, 홉스, 로크, 흄, 루소, 헤겔, 쇼펜하우어, 니체, 프로이트, 바이닝거, 스펭글러(Oswald Spengler,), 루커스(John Lucas) 등 수많은 서구의 저명한 철학자들이 여성증오자라는 비난을 받아 왔다.

### 쇼펜하우어
아르투르 쇼펜하우어는 “여성에 대하여 (Über die Weiber)” 라는 그의 에세이 때문에 여성증오자라는 비난을 피하지 못하고 있다. 이 글에서 쇼펜하우어는 자신이 여성 문제에 대해 “게르만-기독교적 어리석음 (Teutonico-Christian stupidity)”이라고 부르는 것에 대한 반대를 표명하고 있다. (한국어 역주: 독일을 비롯한 유럽의 문화가 여성을 “숙녀lady”등으로 칭송하는 경향이 있는 것에 대한 쇼펜하우어의 비판이다.) 쇼펜하우어는 여성이 “유치하고, 천박하며, 근시안적” 이기 때문에 “천성적으로 복종하는 역할에 걸맞다”고 주장했다. 그는 어떠한 여성도 위대한 예술이나 “변치 않는 가치를 지닌 작품”을 전혀 생산해낸 적이 없다고도 주장했다. 그리고 또한 여성은 진정한 아름다움을 가지고 있지 않다고 역설하기도 했다.
성적인 충동에 의해 판단력이 흐려진 남자만이 저 왜소하고, 어깨가 좁으며, 엉덩이가 크고, 다리가 짧은 인종에게 아름다운 여성이라고 할 것이다. 왜냐면 저들의 아름다움은 단지 남성의 성적 충동에 의해 전적으로 좌우될 뿐이기 때문이다. 여성을 아름답다고 부르는 대신에, 불쾌한 성이라고 부르는 것이 합당할 것이다. 

### 니체
니체는 “선악을 넘어서”에서 “문화의 전적인 상승”을 위해서는 여성에 대한 더욱 강력한 제재가 필수 조건이라고 주장했다. 또 《차라투스트라는 이렇게 말했다》에서는 “지금 여자를 보러 가나? 채찍을 챙겨가는 것을 잊지 말게!” 라고 말하는 여성 캐릭터가 등장한다. “우상의 황혼”에서 니체는 다음과 같이 언급하였다. “여성은 심오하다고 여겨진다. 왜냐고? 우리는 절대 그들의 깊이를 짐작할 수조차 없기 때문이다. 여성에게는 깊이라고 할 수 있는 것이 전혀 없다.” 이러한 니체의 저술들이 여성혐오라고 할 수 있는지, 그의 여성에 대한 의견들이 문자적으로 받아들여져야 하는지 그리고 그의 여성에 대한 의견을 정확히 반영하고 있는지에 대한 논란들이 있다. 다만 니체의 사상의 본질로 짐작컨데 '힘의 의지적', 즉, 개인 인간으로서의 초인화가 니체 철학의 목적임을 고려하건데, 이는 당시 시대적 배경인 '수동적인 여성상'에 대한 강한 비판과 풍자로 받아들일 수 있다. 이 때문에 페미니즘 계열 학회에서 니체에 대한 새로운 접근이 시도되고 있다.

### 헤겔
헤겔은 여성증오적인 관점을 가지고 있다고 평가받아 왔다. 헤겔의 《법철학 강요》에 등장하는 몇몇 구절들이 헤겔의 여성증오적 경향을 묘사하기 위한 예시로서 종종 사용된다:
여성은 교육을 받을 능력이 있으나, 그들은 보편 능력 — 특정 종류의 예술을 만들어내거나 철학적 사고 혹은 발전된 학문을 위한 — 을 요구하는 활동들을 하기 위해 만들어진 존재들이 아니다. 여성은 보편성의 요구에 의해서 그들의 행동을 조절하지 않는다. 그들은 변덕스러운 충동과 의중에 의해서 그들의 행동방향을 결정한다.

## 인터넷에서의 여성혐오
여성증오적 수사는 온라인상에 만연해 있으며 그 수사는 더 공격적이 되어 가고 있다. 성폭행에 관한 공적 논의는 크게 증가하고 있으며, 페이스북과 트위터와 같은 소셜 네트워크들의 정책적인 개입과 더 나은 반응을 요구하는 쪽으로 진행되고 있다.
대부분의 공격 목표는 공적 영역에서 가시화된 여성, 그들이 받는 위협에 대해 발언하는 여성, 페미니즘이나 페미니스트의 이익과 관련있다고 간주되는 여성들이다. 여성증오적 메시지의 작성자들은 종종 익명이거나 식별하기 어렵다. 그들의 수사는 여성증오적인 욕설과 그래픽, 성애화된 상상을 포함하고 있고, 여성의 육체적 외양에 집중하고 있으며, 목표가 된 여성에 대한 교정 방안으로서 성폭력을 처방한다. 발언하는 유명 여성에 대한 여성증오적 공격의 예로서는, 어니타 사르키지언(Anita Sarkeesian), 로리 페니(Laurie Penny), 캐럴라인 크리아도-페레즈(Caroline Criado-Perez), 스텔라 크리시(Stella Creasy), 린디 웨스트(Lindy West)가 있다.
이 다양한 여성들에 대한 모욕과 위협의 양상은 매우 비슷한 경향을 띠고 있다. 온라인 협박의 대상이었던 샤디 도일(Sady Doyle)은 남용의 “극도로 비인격적이며 반복적이며 고정관념화된 특성”을 언급하며, “우리 모두가 같은 어조로 같은 것으로 불리고 있다"고 한 바 있다.
영국 의회에서 실시하는 '인터넷 되찾기' 캠페인의 일환으로 씽크탱크 데모스에서 조사한 결과에 따르면 인터넷 상에 올라온 여성혐오 발언의 절반은 같은 여성으로부터 나온다고 한다.

## 대한민국에서의 여성혐오
2010년대 대한민국의 대부분의 인터넷 커뮤니티에서 여성혐오가 관찰되고 있으며, 안티 페미니즘을 표방하는 경우가 많다. 특히 일간 베스트의 '전략적 여성혐오' 이후 온라인상에서 많이 사용되는 여성혐오 표현이 사회로 번지고, 그 수준이 김치녀 레토릭이 그대로 담긴 노래가 나오기에 이르렀다.
2016년 한국여성정책연구원의 ‘남성의 삶에 관한 기초연구(Ⅱ)’ 보고서에 따르면 한국 남성 54%가 김치녀와 같은 여성혐오 표현에 '공감한다'고 응답했으며, 인터넷에 여성혐오 댓글을 쓰는 사람은 남성 청소년과 대학생이 많은 것으로 드러났다. 특히 여성혐오성 댓글을 단 사람들 중 남성 청소년(27.9%)이 대학생(23.1%) 및 무직 남성(24.2%)보다 많았는데, 경기도교육연구원이 2015년 진행한 ‘중고등학생의 맹목적 극단주의 성향에 대한 연구: 일베 현상을 중심으로’를 보면 고교생 683명 대상 설문조사에서 92.5%가 일베를 ‘알고 있다’고 응답했으며, 일베에 대한 평가도 ‘어느 정도 맞는 내용’이라는 응답이 열 명 중 한 명꼴(10.2%)이었을 정도로 여성혐오가 "일종의 ‘또래문화’"로 정착되고 있다는 우려가 나타났다. 실제로 이듬해인 2017년 전국교직원노동조합(전교조) 여성위원회가 유치원과 초·중·고교 교사 636명을 대상으로 한 온라인 설문조사 결과 "10명 가운데 6명가량은 학교에서 '여성혐오' 표현을 듣거나 접해봤"고, 그중 관리자나 남학생에게서 여성혐오 표현을 경험했다는 응답자는 각각 180명(45.0%), 성희롱 피해를 입었다는 초등학교 교사 중 학생으로부터 당했다는 응답자가 19.1%로 나타났다. "학교에서는 거기에 대항할 문화가 있어야 하는데, 전혀 없는 상황"이라는 현장 교사들의 고충도 이어졌다. 이러한 여성혐오는 집단적인 언어적, 신체적 폭력으로 심화됐고, 특히 여성 학생들이 집중적 타겟이 됐다. 2018년 4월 민우회가 한국 사회 백래시 사례 수집 조사에 나선 결과, 55%의 사례가 학교에서 겪은 일들이었다.
2019년 서울특별시 여성가족재단이 서울시민 3000명을 대상으로 조사한 결과 10.7%인 322명이 온라인에서 여성혐오 표현을 사용한 적이 있다고 답했고, 13.4%인 402명은 오프라인에서 여성혐오 표현을 쓴 적이 있다고 밝혔다.
2020년 대전여성가족정책센터 보고서에 따르면 20대 여성 중 98%가 여성혐오 표현을 경험했다고 한다.
또한 일간 베스트에는 반대한다고 말하면서 오히려 그것을 면죄부삼아 더욱 적극적으로 여성혐오를 일삼는 것도 흔한 양상으로, 이런 여성혐오를 표출하는 사이트로 나무위키 등과 같은 사이트가 거론된다. 이는 이후 나무위키 이퀄리즘 날조 사건에서 드러났듯, 젠더 이퀄리즘이라는 이름의 진화된 혐오 담론으로 나타났다. "즉 오늘날 안티-페미니즘과 반(反)-다문화주의는 혐오와 차별에 반대하고 평등을 지향한다."
또한, 언론 비평사들은 방송사의 예능 프로그램 및 언론사 보도들의 여성 혐오적 측면들도 지적하고 있다. 또한 힙합문화 씬에서의 여성혐오에 대한 연구, 게임계 여성혐오에 대한 비판 등이 이어지고 있다.
한편 여성혐오가 원인으로 발생한 여성혐오범죄로 2016년 발생한 강남역 화장실 살인사건이 있으며, 이 사건 이후 페미니즘 논의가 급부상하면서 여성혐오는 2016년 누리미디어 DBpia에서 선정한 사회과학분야 최다 검색 키워드로 선정됐다.
2017년 정현백 장관은 "여성혐오에 소극적으로 대처하는 건 더 이상 여가부의 역할이 아니다"라며 정부 차원의 여성혐오 대응 TF를 만들 것을 예고했다.
2021년 발표된 김창환, 오병돈의 논문에 따르면, 한국에서 대졸 직후, 경력단절 이전의 성별 소득 격차의 1/3~1/4은 여성에 대한 편견("prejudice against women")에서 원인을 찾을 수 있다. 이 부분은 통계적 차별이 아니라 선호기반차별에 해당된다.

## 페미니즘 이론
한 페미니즘 모델의 지지자는 어떤 여성혐오는 여성을 ‘엄마’ 혹은 ‘창녀’ 이외의 것으로는 보지 못하는 성녀-창녀 컴플렉스(Madonna–whore complex)로부터 기인한다고 주장한다. 이 컴플렉스를 가진 사람들은 그들이 만나는 모든 여성을 이 두 가지 범주 중 하나로 분류한다. 또 다른 모델은 여성혐오의 원인은 ‘처녀/창녀’의 양분법으로 사고하는 어떤 남자들이라고 주장한다. 이는 도덕적 순수성의 아브라함식 기준을 고수하지 않는 모든 여성을 ‘창녀’라고 간주하는 결과를 낳는다고 본다.
페미니스트 이론가 매럴린 프라이(Marilyn Frye)는 여성혐오의 뿌리가 남근중심성과 동성애에 있다고 한다. 프라이는 《실재의 정치》(The Politics of Reality)라는 책에서, C. S. 루이스(C. S. Lewis)의 소설과 기독교 변증론에 여성증오적인 캐릭터가 있고, 이러한 여성혐오가 남성성을 성애적 관심의 주체로 특권화한다고 지적한다. 그는 루이스의 이상적인 젠더 관계와 지하의 남창 그룹을 비교한다. (이 그룹은 가부장적 사회에서 복종하는 역할을 맡을 가능성이 낮은 것으로 보이는 주체에 대한 지배를 추구하는 남성의 특성을 공유한다고 주장하지만, 여성에 대한 연극적 조롱으로서 그렇게 한다.) 이 남창 그룹은 그들이 가부장제 사회에서 복종적인 역할을 맡을 가능성이 적다고 보여지는 주체들을 지배하고자 하는 어떤 남성성을 공유한다고 주장하지만, 동시에 극적의인 방식으로 여성을 우스꽝스럽게 흉내내기도 하였다.
20세기 후반에 2세대 여성주의 이론가들은 여성혐오가 가부장제적 사회구조의 원인이자 결과라고 주장했다.
사회학자 마이클 플러드(Michael Flood)는 “남성혐오에는 여성혐오와 달리 구조적이고, 시대보편적이고, 일상화되었으며 합법화된 반감이 결여되어 있다”고 주장해오고 있다.

## 개념에 대한 비판
커밀 팔리아(Camille Paglia)는 스스로를 다른 학문적인 페미니스트들과 잘 어울리지 못하는 반체제 페미니스트라고 소개한다. 그녀는 2세대 페미니스트 주류에서 만연해 있는 마르크스주의에서 영향을 받은 여성혐오에 대한 이해에는 심각한 문제가 있다고 주장한다. 그녀는 반대로, 남성은 여성을 증오한 것이 아니라 두려워한다고 하며, 이를 드러내는 역사적 텍스트에 대한 꼼꼼한 독해를 강조한다. Christian Groes-Green은 여성혐오가 이것의 반대인 여성 숭배(Philogyny)와의 관계에서 보아져야 한다고 주장한다. 그는 래윈 코넬(Raewyn Connell)의 남성성 패권 이론을 비판하며, 그는 여성숭배적인 남성성이 모잠비크의 수도 마푸토의 젊은이들 사이에서 유발되고 있음을 지적한다.

## 같이 보기
- 여성공포증
- 여성주의
- 명예 살인
- 트랜스여성혐오
- 여성의 권리
- 증오범죄
- 남성우월주의
- 남성혐오
- 일베저장소